# Bruno N'Gotty
Bruno N'Gotty (Lyon, Francia, 10 de junio de 1971) es un exfutbolista francés aunque de ascendencia camerunesa, se desempeñaba como defensa y se retiró en 2009 jugando para el Leicester City.

## Biografía

### Olympique y PSG
N'Gotty debutó con el Olympique de Lyon en la temporada 1988/89, jugando allí hasta 1995, en total disputó 143 partidos y se destapó como uno de los mejores defensas centrales de la Ligue 1.
En 1995 fichó por el Paris Saint-Germain , marcando su primer gol con el club parisino contra el Rapid de Viena en la Recopa y siendo pieza clave en conseguir el título con el PSG.

### Etapa en Italia
N'Gotty fichó por el AC Milan en 1998 como suplente de Paolo Maldini, disputó 34 partidos como rossonero, con una breve cesión en 1999 al AC Venezia.

### Regreso a Francia
Tras su relativamente breve estancia en el Milan, N'Gotty regresó a Francia fichando por el Olympique de Marsella, allí estaría una temporada donde jugó 31 partidos.

### Inglaterra
En 2001, N'Gotty se muda a la Premier League fichando por el Bolton Wanderers, debutó en septiembre de ese año en un partido contra el Blackburn Rovers. N'Gotty permaneció en el Bolton 5 años, pero en 2005 ya actuaba como suplente. En mayo de 2006, el entrenador del Bolton, Sam Allardyce no contaba con él, así que N'Gotty rescindió su contrato con el club del Reebok Stadium.
En julio de 2006, N'Gotty fichó por el Birmingham City de la Football League Championship, con el Birmingham logró ganar el campeonato, aun así, N'Gotty no quiso renovar su contrato con el club de Birmingham.
En junio de 2007, se confirmó el traspaso de N'Gotty al Leicester City con un contrato de dos años.

## Clubes
| Club                  | País       | Año         |
| --------------------- | ---------- | ----------- |
| Olympique de Lyon     | Francia    | 1988 - 1995 |
| Paris Saint-Germain   | Francia    | 1995 - 1998 |
| AC Milan              | Italia     | 1998 - 1999 |
| AC Venezia            | Italia     | 1999        |
| AC Milan              | Italia     | 1999 - 2000 |
| Olympique de Marsella | Francia    | 2000 - 2001 |
| Bolton Wanderers FC   | Inglaterra | 2001 - 2006 |
| Birmingham City FC    | Inglaterra | 2006 - 2007 |
| Leicester City FC     | Inglaterra | 2007 - 2008 |
| Hereford United FC    | Inglaterra | 2008        |
| Leicester City FC     | Inglaterra | 2008 - 2009 |

## Palmarés

### Torneos locales
| Título  | Equipo   | País   | Año     |
| ------- | -------- | ------ | ------- |
| Serie A | AC Milan | Italia | 1998-99 |

### Torneos internacionales
| Título                               | Equipo              | Sede     | Año  |
| ------------------------------------ | ------------------- | -------- | ---- |
| Copa de Campeones de Copa de la UEFA | París Saint-Germain | Bruselas | 1996 |

- Datos: Q708079
- Multimedia: Bruno Ngotty / Q708079